# Liste der syrischen Botschafter in Deutschland

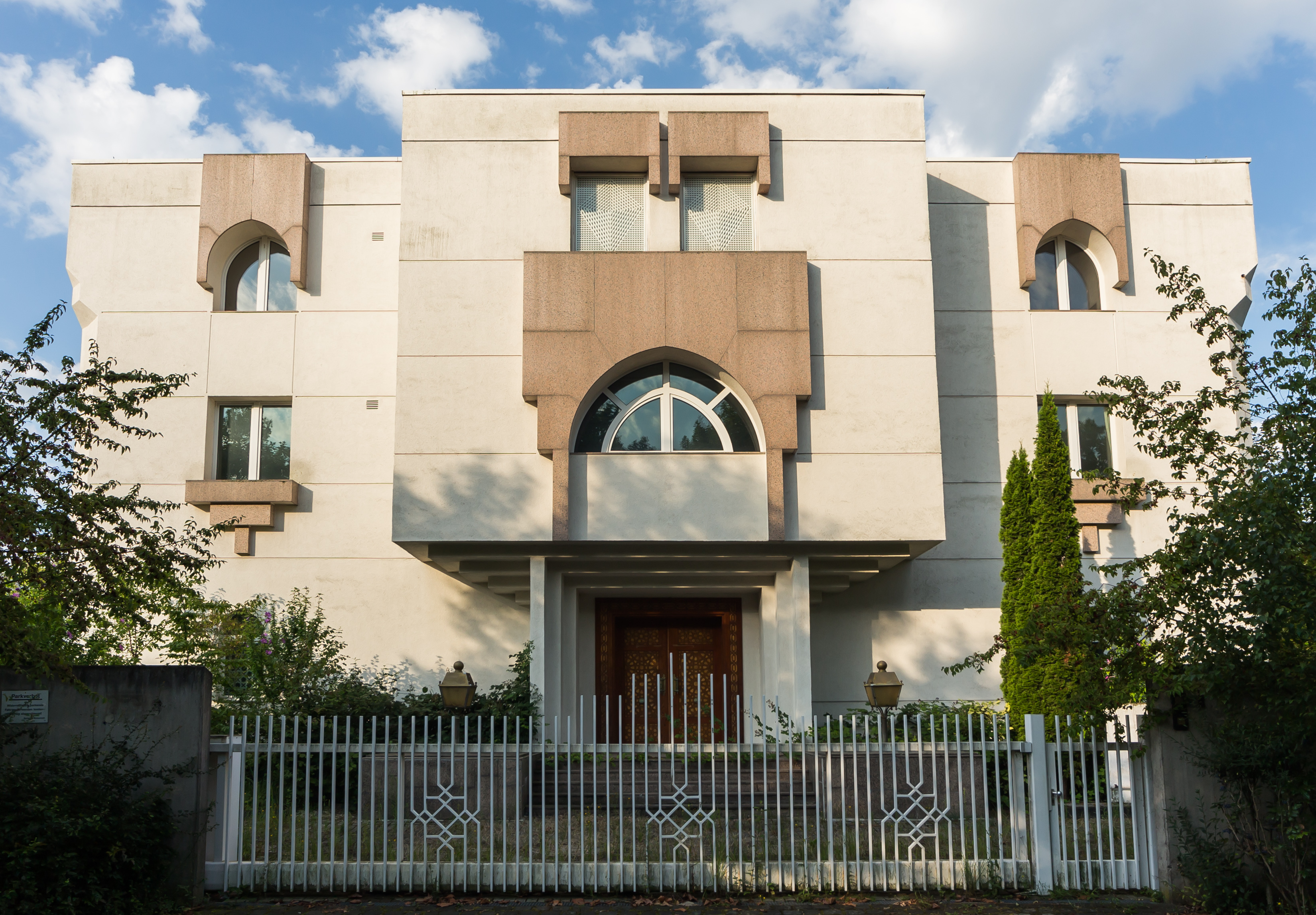
Ehemalige syrische Botschaft in Bonn (2014)

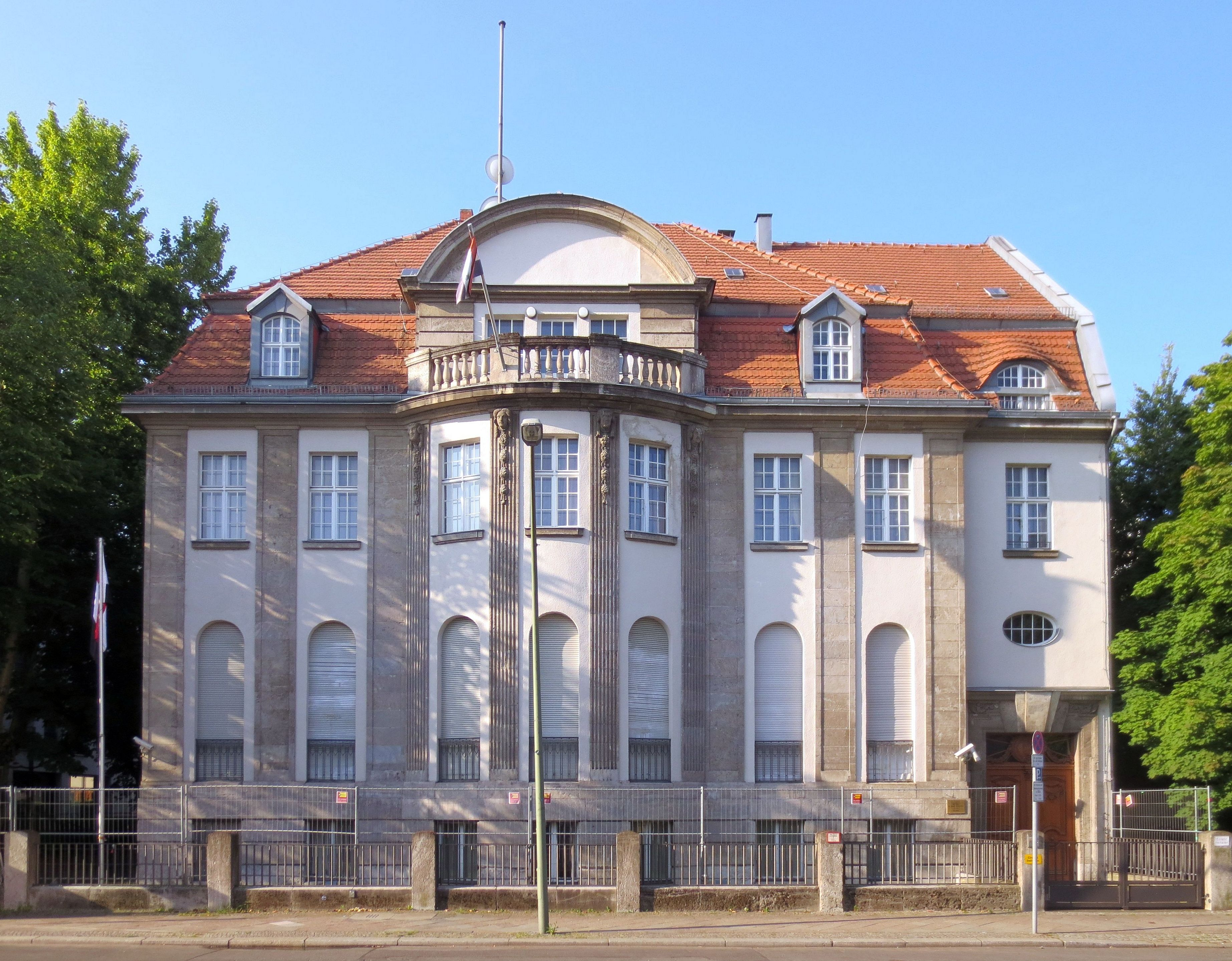
Die syrische Botschaft befindet sich in der Rauchstraße 25 in Berlin.

## Geschichte
Von 1953 bis 1990 war die syrische Auslandsvertretung in Bad Godesberg in der Kronprinzenstraße 2 (Bonn).
Von 1990 bis 1999 war die syrische Auslandsvertretung in Deutschland die Botschaft der Arabischen Republik Syrien (Bonn) Andreas-Hermes-Straße 5.
| Ernannt / Akkreditiert | Name                          | Bemerkung | ernannt von              | akkreditiert bei | Posten verlassen |
| ---------------------- | ----------------------------- | --- | ------------------------ | ---------------- | ---------------- |
| 1939                   | Ibrahim al-Istiwani           | Handelsattaché an der französischen Botschaft in Berlin. | Bahidsch al-Chatib       | Kabinett Hitler  |                  |
| 1950                   | Ibrahim al-Istiwani           | syrischer Generalkonsul in Köln, ab Oktober 1953 außerordentlicher Gesandter und Ministre Plenipoteciario                                                                                                  | Haschim Chalid al-Atassi | Adenauer I       | 1953             |
| 1953                   | Sami Sarkis                   | [ 1 ] | Adib asch-Schischakli    | Adenauer I       | 1954             |
| 1954                   | Jamal Farra                   | | Haschim Chalid al-Atassi | Adenauer II      | 1956             |
| 1956                   | Ibrahim al-Istiwani           | | Schukri al-Quwatli       | Adenauer II      | 1958             |
| 3. Apr. 1958           | Farid Zayn                    | Syrien bildete mit Ägypten die Vereinigte Arabische Republik, daneben gab es ein syrisches Generalkonsulat. Am 12. Oktober 1961 erkannte das Kabinett Adenauer III die Regierung von Maamun al-Kuzbari an. | Schukri al-Quwatli       | Adenauer III     | 12. Okt. 1961    |
| 12. Okt. 1961          | Ibrahim Sabri                 | | Maamun al-Kuzbari        | Adenauer III     | 31. Aug. 1962    |
| 31. Aug. 1962          | Jamal Farra                   | | Nazim al-Kudsi           | Adenauer IV      | März 1963        |
| März 1963              | Ibrahim al-Istiwani           | | Louai al-Atassi          | Adenauer V       | 13. Mai 1965     |
| 13. Mai 1965           | Unterbrechung der Beziehungen | nach dem die deutsche und israelische Regierung am 12. Mai 1965 mit dem Briefwechsel diplomatische Beziehungen aufnahmen. Schutzmacht Pakistan Abteilung für die Interessen der Arabischen Republik Syrien | Amin al-Hafez            | Erhard I         | 7. Aug. 1974     |
| März 1976              | Abdul Karim Al-Atassi         | | Hafiz al-Assad           | Schmidt II       | 1980             |
| 12. Jan. 1982          | Shtewi Seifou                 | Schtewi Seifo, 1974: Industrieminister | Hafiz al-Assad           | Kohl I           | 1987             |
| 1987                   | Suleyman Haddad               | | Hafiz al-Assad           | Kohl III         | 1999             |
| 1999                   | Mohamed Walid Hezbor          | Geschäftsträger | Hafiz al-Assad           | Schröder I       | 2011             |
| 7. Aug. 2009           | Abir Jarf                     | Geschäftsträgerin | Baschar al-Assad         | Merkel I         |                  |
| 2011                   | Hussein Omran                 | | Baschar al-Assad         | Merkel II        |                  |
| 10. März 2011          | Radwan Loutfi                 | Nach dem Massaker von Hula wurde Radwan Loutfi in das Auswärtige Amt bestellt, zur Persona non grata erklärt und Laissez-Passer für 72 Stunden für Deutschland erteilt.                                    | Baschar al-Assad         | Merkel II        | 29. Mai 2012     |
| 29. Mai 2012           | Abir Jarf                     | Geschäftsträgerin a. i. | Baschar al-Assad         | Merkel II        | 2016             |
| 29. März 2016          | Bashar Alassaed               | Geschäftsträger a. i. | Baschar al-Assad         | Merkel III       | 2021             |
| März 2021              | Abdulkareem Khwanda           | Geschäftsträger a. i. | Baschar al-Assad         | Merkel IV        |                  |